# Johan Ehrenadler
Johan Ehrenadler, tidigare Kröger, född 12 december 1669 i Stockholm, död 11 juni 1732 i Stockholm, var en svensk ämbetsman.

## Biografi
Johan Ehrenadler föddes 1669 i Stockholm. Han var son till Johan Kröger och Catharina Gadde. Ehrenadler blev 20 februari 1684 student vid Uppsala universitet och senare extraordinarie kanslist i kungliga kansliet. Han blev 25 maj 1698 kopist vid livländska kontoret i kungliga kansliet och 25 september 1703 kanslist i tyska expeditionen i kungliga kansliet. Ehrenadler blev 16 oktober 1706 registrator, 23 september 1710 registrator i Utrikesecpeditionen och 2 januari 1714 assessor i Svea hovrätt. Han adlades 25 juni 1719 till Ehrenadler jämte en av sina styvsöner och sin fyra styvdöttrar, då han själv inte hade några barn. De introducerades 1720 i Sveriges Riddarhus som nummer 1625. Ehrenadler blev 2 mars 1728 hovrättsråd i Svea hovrätt. Han avled 1732 i Stockholm.

### Familj
Ehrenadler gifte sig 1715 i Stockholm med Margareta Wulf (född 1668), dotter till assessorn Daniel Wulf och Margareta Östman. Margareta Wulf var änka efter notarien Georg Lindemeijer.